# Hiegel-Passage
Die Hiegel-Passage ist eine Meerenge in der Gruppe der Windmill-Inseln vor der Budd-Küste des ostantarktischen Wilkeslands. Sie liegt zwischen Ardery Island im Norden sowie Holl Island und Ford Island im Süden.
Luftaufnahmen der US-amerikanischen Operation Highjump (1946–1947) und Operation Windmill (1947–1948) dienten ihrer Kartierung. Das Advisory Committee on Antarctic Names benannte sie 1963 nach James A. Hiegel (1919–1998), Leiter des Naval Mobile Construction Battalion One, der die Errichtung der Wilkes-Station im Februar 1957 beaufsichtigt hatte.